# 11554 Asios
11554 Asios è un asteroide troiano di Giove del campo troiano. Scoperto nel 1993, presenta un'orbita caratterizzata da un semiasse maggiore pari a 5,2244129 UA e da un'eccentricità di 0,0605699, inclinata di 13,73194° rispetto all'eclittica.
L'asteroide è dedicato ad Asio, il giovane sovrano del regno di Arisbe alleato di Priamo nella guerra di Troia.